# Haiko gård
Haiko gård är en finländsk herrgård i Borgå stad, belägen ca 6 km sydväst om centrala Borgå.
Gården finns omnämnd i skrift från 1362. Där fanns troligen ett mindre dominikanerkloster, innan dominikanerbröderna i slutet av 1300-talet grundade dominikanerklostret i Viborg. Den ägdes under 1400-talet av Viborgs slotts fogde Jöns Olofsson.
År 1876 köptes Haiko herrgård av generalen Sebastian von Etter och ägdes av hans ättlingar fram till 1960-talet. Under Sebastian von Etter var umgängeslivet livligt och många europeiska kungligheter besökte Haiko gård. 
Storfursten Kirill Vladimirovitj av Ryssland och Victoria Melita av Sachsen-Coburg-Gotha flydde med sin familj från den ryska revolutionen 1917 till Haiko gård. Sonen Vladimir Romanov, blivande huvudman för familjen Romanov, föddes i augusti i Borgå och tillbringade sina tre första år i livet på Haiko.
Konstnären Albert Edelfelts familj hade en nära koppling till Haiko gård. År 1879 hyrde Edelfelts mor Alexandra en sommarvilla på Haiko herrgårds mark, där Albert Edelfelt sedan tillbringade somrarna under 26 års tid. År 1883 byggde han även en ateljé på området, vilken idag är ett museum, Albert Edelfelts ateljémuseum. Edelfelt målade flera av sina kända verk i Haiko, såsom Ett barns likfärd (1879), Gudstjänst i nyländska skärgården (1881) och På havet (1883). Haiko blev ett nav i Edelfelts konstnärskap och han betraktade det som sitt egentliga hem.
En tidigare mangårdsbyggnad brann ned 1911. Vid branden räddades ett möblemang av masurbjörk från Fabriken Iris, som ritats av Louis Sparre, vilket vid detta tillfälle hade förvarats i en annan byggnad. Den nuvarande herrgårdsbyggnaden ritades av Armas Lindgren och uppfördes 1913 för Emelie von Etter, änka efter Sebastian von Etter.
Byggnaden färdigställdes inte efter Armas Lindgrens ritningar 1913. När Veikko Vuoristo med familj köpte byggnaden år 1965, hittades de ursprungliga ritningarna och herrgården renoverades till det utseende som Lindgren hade planerat. Gården öppnade som hotell 1966 med konferenscentrum och en spaanläggning.
Haiko gård har en park på omkring 14 hektar i romantisk stil från 1800-talet.
Satu Tiivola grundade hotellet och badet i Haiko 1966 med sin dåvarande make Leo Vuoristo.

### Övriga källor
1. ↑  Vainio-Kurtakko, Maria (2022). Ett gott parti : Scener ur Ellan de la Chapelles och Albert Edelfelts liv. Skrifter utgivna av Svenska litteratursällskapet i Finland. ISBN 978-951-583-557-4. https://www.sls.fi/publications/ett-gott-parti/